# Józef Pietraszewski
Józef Pietraszewski (ur. 1 listopada 1885 w Kerczu, zm. 3 marca 1965 w Sandomierzu) – polski budowniczy, krajoznawca, publicysta krajoznawczy i nauczyciel.

## Życiorys
Był synem Teofila i Emilii z domu Fundalewskiej. Rodzina w roku 1890 przeprowadziła się do Sandomierza, gdzie w 1903 roku usunięto go z czwartej klasy progimnazjum za udział w strajku szkolnym. W 1908 roku ukończył prywatną Szkołę Techniczną Władysława Piotrowskiego w Warszawie, ale dyplom otrzymał w 1910 roku, ponieważ musiał dokończyć prace kreślarskie. Pracował kolejno w Carycynie, Kaliszu i Sosnowcu, a w 1914 powrócił do Sandomierza i zatrudnił się w spółce rolnej. 1 października 1919 został kierownikiem Oddziału Budowlanego Wydziału Powiatowego. W 1926 uzyskał we Lwowie stopień technika budowlanego. 16 lutego 1928 został referentem spraw budowlanych w Wydziale Powiatowym. W 1938 przeszedł na emeryturę.
W trakcie okupacji niemieckiej walczył w Batalionach Chłopskich. 1 grudnia 1944 roku, po wyparciu Niemców z Sandomierza, podjął pracę w Zarządzie Miejskim, od 1950 roku w Prezydium Powiatowej Rady Narodowej, od 1952 roku w Budownictwie Terenowym Sandomierz, a od 1954 do 1958 roku w sandomierskim Przedsiębiorstwie Remontowo-Budowlanym. Od roku 1958 do 1960 wykładał teoretyczne przedmioty zawodowe w Szkole Rzemiosł Budowlanych w Sandomierzu.
Został pochowany na Cmentarzu Katedralnym w Sandomierzu.

## Działalność krajoznawcza
W 1918 współreaktywował sandomierski oddział Polskiego Towarzystwa Krajoznawczego. Od 1945 do 1960 był jego prezesem (od 1951 roku PTTK). 17 maja 1933 został jego członkiem honorowym. W 1957 otrzymał Złotą Honorową Odznakę PTTK i Krzyż Kawalerski Orderu Odrodzenia Polski. Inicjował założenie przy oddziale PTTK Sekcji Miłośników Sandomierza.
Od 1929 do 1935 redagował czasopismo Ziemia Sandomierska, a w 1938 roku był pierwszym redaktorem naczelnym tygodnika Centralny Okręg Przemysłowy. Publikował ponadto w Orlim Locie.

## Działalność budowlana
Zaprojektował lub nadzorował budowę następujących budynków:
- szkoły siedmioklasowe w: Dwikozach, Obrazowie, Kucharach i Jurkowicach,
- Szkoła Rolnicza w Mokoszynie (budynek główny oraz dom służby kobiecej),
- Dom Ludowy w Klimontowie,
- rzeźnia w Klimontowie,
- domy fundacji Lanckorońskich dla podupadłej szlachty w Rożkach (dwa obiekty),
- Szpital Świętego Ducha w Sandomierzu (niektóre budynki gospodarcze),
- Dom Polskiego Towarzystwa Krajoznawczego w Sandomierzu (1925 rok),
- Dom Wycieczkowy Polskiego Towarzystwa Krajoznawczego w Sandomierzu (1933 rok, rozebrany w roku 2000)[1].

## Działalność wydawnicza
Był autorem następujących wydawnictw:
- Pamiątki Sandomierza (1918, 1921, 1923, seria pocztówek),
- Ilustrowany przewodnik po Sandomierzu z planem miasta (1919, 1930),
- Album widoków sandomierskich (1928 lub 1929[3], album dziesięciu rycin piórkiem),
- Sandomierz. Przewodnik po mieście (1938)[4][5],
- Sandomierz i okolice (1952, wraz z L. Chrzanowskim),
- Sandomierz i okolice (1959, wraz ze Stanisławem Walczyną)[1][6].

## Rodzina
W 1908 zawarł związek małżeński ze Stanisławą Pażuś. Mieli pięcioro dzieci.